# Verbascum maeandriforme
Verbascum maeandriforme är en flenörtsväxtart som beskrevs av Hub.-mor.. Verbascum maeandriforme ingår i släktet kungsljus, och familjen flenörtsväxter. Inga underarter finns listade i Catalogue of Life.